# Humani papiloma virus
Humani papilloma virus (HPV) je uzročnik najčešće polno prenosive bolesti koja pogađa i žene i muškarce. Procenjuje se da će se oko 50% seksualno aktivnih ljudi zaraziti nekom vrstom ovog virusa tokom svog života. Poznato je više od 100 tipova HPV-a od čega je većina bezopasna za zdravlje.

## Prenošenje
HPV se najčešće prenosi polnim odnosom, ali i direktnim kontaktom sa zaraženom kožom i sluzokožom. Postoje slučajevi u kojima je zabeležena infekcija sluzokože sistema organa za disanje i očiju. Najveće i najčešće zaraženo područje je genitalno područje.
HPV se može preneti uprkos korištenja prezervativa kao zaštite kod muškaraca. Infekcija (kondilomi) se obično javljaju oko korena penisa.

## Manifestacija
Tipovi 16, 18, 31 i 33 uzrokuju maligne promene na grliću materice, zbog čega su i najopasniji. Ovi tipovi HPV-a uz maligne promene mogu uzrokovati i izrasline, odnosno kondilome koji najčešće rastu u grozdovima, unutar rodnice i oko anusa. 
Kod muškaraca se kondilomi najčešće manifestiraju na telu penisa, na prepucijumu ili oko anusa. A mogu se pojaviti i u rektumu ili u ustima. 
Ako trudnica ima kondilome postoji opasnost da HPV infekciju tokom porođaja prenese na dete.

## Dijagnoza
Da bi se dokazalo postojanje HPV virusa potrebno je obaviti urološki ili ginekološki pregled, i po potrebi koristiti molekularno biološki pregled. Muškarcima se za dokazivanje HPV-a uzima bris mokraćne cevi, dok se kod žena uzima bris vrata materice i radi se posebna pretraga na prisustvo HPV-a.
Svakako, potrebno je uraditi i PAPA test koji pokazuje eventualne promjene u ćelijama, te eventualno kolposkopiju.
Nalaz PAPA testa se označava skraćenicom CIN (cervikalna intraepitalna neoplazija). Postoje 3 stupnja, zavisno od jačine promena u materici.
- CIN1 predstavlja blagu displaziju
- CIN2 predstavlja srednju displaziju
- CIN3 tešku displaziju
- 4. stupanj je karcinom in situ. On, poput CIN 3, spada u tešku displaziju. Promene zahvataju ćelije, ali nije probijena bazalna membrana.
- Karcinom (invazivni oblik, probijena je bazalna membrana)

## Lečenje
Ukoliko se maligne promjene rano uoče PAPA testom, terapija je mnogo blaža i bezbolnija - a mogućnosti razvoja raka grlića materice su puno manje nego u slučaju kada se ove promene detektuju kasnije. 
Kondilomi se mogu lečiti na razne načine: 
- propisanim tekućim hemikalijama (Kondiloks, Imikvimod, Podofilin)
- krioterapijom (smrzavanje)
- elektrokoagulacijom (paljenje)
- ubrizgavanjem interferona u svaki kondilom (protein koji stvara imunost na virus)
- laserskim tretmanom
- hirurškim uklanjanjem

Uprkos postojanja niza metoda, važno je uočiti da se HPV infekcija ne može u potpunosti izlečiti.

## Spoljašnje veze
- HPV činjenice
- Mitovi i zablude o HPV